# Еллербек
Еллербек (нім. Ellerbek) — громада в Німеччині, розташована в землі Шлезвіг-Гольштейн. Входить до складу району Піннеберг. Складова частина об'єднання громад Піннау.
Площа — 9,11 км2. Населення становить 4239 ос. (станом на 31 грудня 2020).